# Menhir de Lannoulouarn
Le menhir de Lannoulouarn, « l'abri du renard », est un menhir situé sur la commune de Plouguin dans le  Finistère en France. 

## Historique
En 1859, Pol de Courcy mentionne l'existence d'un groupe de quatre menhirs près du village de Kermabiou. En 1867, il indique que leur hauteur est de 6 à 7 m. En 1877, l'instituteur Mingan ne mentionne plus que trois menhirs formant un triangle isocèle. Trois menhirs furent détruits par des carriers en mars 1887 mais deux d'entre eux sont connus par un dessin de P. du Châtellier. Le seul menhir encore visible a été classé au titre des monuments historiques par décret du 27 mars 1961.

## Description
Les menhirs furent dressés sur une hauteur dominant la vallée de Locmajan, à proximité d'un gisement de fibrolithe. Le seul menhir subsistant mesure 5,40 m de hauteur pour une largeur de 2,20 m et une épaisseur de 1,20 m. Le bloc est en granite de l'Aber-Ildut dont le gisement le plus proche est situé à environ 1 km. L'existence d'un important dénivelé (40 m) entre le site probable d'extraction et le site d'implantation laisse penser qu'il a été nécessaire de contourner la difficulté en allongeant le trajet de manière significative. 
Selon du Châtellier, les trois autres menhirs mesuraient respectivement 5,40 m de haut sur 2 m de large, 4,80 m de haut sur 1,45 m de large et 4,70 m de haut sur 1,80 m de large.
Un polissoir et un cinquième menhir existaient à respectivement 200 m et 70 m plus à l'est du groupe de menhirs. Ils furent détruits vers 1956 mais un moulage du polissoir a été conservé au musée préhistorique du Finistère de Penmarc'h.